# Onthophagus waminda
Onthophagus waminda é uma espécie de inseto do género Onthophagus, família Scarabaeidae, ordem Coleoptera.
Foi descrita cientificamente por Matthews em 1972.